# أجلونيما بسيطة
أجلونيما بسيطة (الاسم العلمي:Aglaonema simplex) هي نوع من النباتات يتبع جنس الأجلونيما من الفصيلة اللوفية.